# Jealous (canção de Nick Jonas)
"Jealous" é uma canção do artista norte-americano Nick Jonas, gravada para o seu segundo álbum de estúdio Nick Jonas. A canção foi lançada em 8 de setembro de 2014 pela gravadora Island Records como primeiro single do projeto.

## Antecedentes
Em entrevista ao canal E! online, em agosto de 2014, Nick lançou um teaser exclusivo da música e disse: "Em duas semanas, vocês verão uma nova canção, chamada "Jealous". É um som engraçado com um assunto que eu acredito que muitas pessoas associam. Ela fará você levantar e dançar um pouco mas ainda tem uma parte sombria." Em uma entrevista ao Just Jared, o cantor disse "A música foi inspirada por um sentimento que eu acho que muitas pessoas tem, mas tem medo de admitir, especialmente homens. Mas só aquela coisa de estufar o peito toda vez que alguém olha pra sua garota quando você está com eles. Não é apenas desrespeitoso, mas você sente como se estivesse pronto. Ao mesmo tempo que eu escrevi a música, eu estava no meio dos treinamentos de Kingdom, então eu realmente tinha uma espécie de exagero de testosterona."

## Vídeo musical
O vídeo musical deverá ser lançado em 16 de setembro de 2014, mesmo dia do aniversário do cantor. Em 12 de setembro de 2014, Nick liberou uma prévia do vídeo em seu instagram.

## Lista de faixas
| Jealous |           |                                          |         |  |
| N.º     | Título    | Compositor(es)                           | Duração |  |
| 1.      | "Jealous" | Nick Jonas, Nolan Lambroza, Simon Wilcox | 3:42    |  |

## Desempenho

### Nas tabelas musicais
| Parada (2014)                                  | Melhor posição |
| ---------------------------------------------- | -------------- |
| Brasil - (Brasil Hot 100 Airplay)              | 85             |
| Canadá (Canadian Hot 100)                      | 10             |
| Eslováquia (IFPI Slovenská Republika)          | 30             |
| Estados Unidos - (Billboard Hot 100)           | 7              |
| Estados Unidos - (Pop Songs)                   | 2              |
| Estados Unidos - (Hot Dance Club Songs)        | 1              |
| Estados Unidos (Billboard Rhythmic)            | 7              |
| Estados Unidos (Adult Pop Songs)               | 17             |
| Estados Unidos (Hot Adult Contemporary Tracks) | 22             |
| Estados Unidos - (Hot Dance Club Songs)        | 1              |
| Estados Unidos - (Hot Dance Club Songs)        | 1              |
| Nova Zelândia - RIANZ                          | 10             |
| Reino Unido - (UK Singles Chart)               | 2              |
| Chéquia (IFPI Česká Republika)                 | 27             |

### Certificações
| País                    | Certificação | Vendas      |
| ----------------------- | ------------ | ----------- |
| Austrália - (ARIA)      | Ouro         | + 35.000    |
| Canadá - (Music Canada) | Ouro         | + 40.000    |
| Estados Unidos - (RIAA) | 3× Platina   | + 3.000.000 |
| Nova Zelândia - (RIANZ) | Platina      | + 15.000    |
| Reino Unido - (BPI)     | Ouro         | + 400.000   |

## Histórico de lançamento
| País           | Data                  | Formato          | Gravadora      |
| -------------- | --------------------- | ---------------- | -------------- |
| Alemanha       | 5 de setembro de 2014 | Download digital | Island Records |
| Estados Unidos | 8 de setembro de 2014 | Download digital | Island Records |
| Canadá         | 8 de setembro de 2014 | Download digital | Island Records |
| Espanha        | 9 de setembro de 2014 | Download digital | Island Records |
| Brasil         | 9 de setembro de 2014 | Download digital | Island Records |
| Reino Unido    | 9 de setembro de 2014 | Download digital | Island Records |
| França         | 9 de setembro de 2014 | Download digital | Island Records |
| Itália         | 9 de setembro de 2014 | Download digital | Island Records |